# كارل إم. باير
كارل إم. باير (بالألمانية: Karl M. Baer)‏ (و. 1885 – 1956 م) أخصائي اجتماعي، وروائي، وكاتب طبي، وناشط حق المرأة بالتصويت ‏ من ألمانيا، وإسرائيل، في باد آرولزن، في بات يام، عن عمر يناهز 71 عاماً.